# مارسيغناغو (بافيا)
مارسيغناغو (بالإيطالية: Marcignago)‏ هي بلدة تقع في مقاطعة بافيا بإقليم لومبارديا في شمال إيطاليا. تبلغ مساحة هذه المدينة 10.1 (كم²)، وترتفع عن سطح البحر م، بلغ عدد سكانها 2155 نسمة في عام 2004 حسب إحصاء المعهد الوطني للإحصاء.

## السكان
في سنة 1861 بلغ عدد السكان 1٬570 نسمة، وتطور العدد ليصل في سنة 2011 لـ 2٬440 نسمة.
يظهر هذا المخطط البياني تطور النمو السكاني لـ مارسيغناغو (بافيا)

## أعلام
- أمبروجيو بورتالوبي
- فالنتينو سالا